# Piotr Śliwowski
Piotr Śliwowski (ur. 1972) – dokumentalista, reżyser i producent filmowy.

## Życiorys
W latach 2005–2013 roku jako autor reportaży (m.in. PolskaYear, Konfrontacje Teatralne) telewizyjnych filmów dokumentalnych (m.in. o Marianie Pankowskim i Józefie Henie) i wydawca audycji telewizyjnych współtworzył TVP Kultura. Jako współreżyser i producent zrealizował (wraz z Martą Dzido) następujące filmy dokumentalne: „Paktofonika – hip hopowa podróż do przeszłości” (2009); „Downtown – Miasto Downów” (2010); „Solidarność według kobiet” (2014) oraz „Siłaczki” (2018). Był autorem i producentem cyklu 5 filmów dokumentalnych „Kultura Niezależna w PRL” (2010) zrealizowanych we współpracy z Instytutem Pamięci Narodowej, emitowanych na antenie TVP Kultura w ramach Tygodnia z Kulturą Niezależną.
Za swoje dokonania filmowe nominowany był do tytułu Kulturysta roku 2014 w plebiscycie Radiowej Trójki, nagrodzony: Hollywood Eagle Documentary Award na Festiwalu Polskich Filmów w Los Angeles, Beyond Borders – Krzysztof Kieślowski Award na Nowojorski Festiwal Filmów Polskich, specjalną nagrodą Polskiego Instytutu Sztuki Filmowej oraz wyróżniony Złotym Opornikiem na Festiwalu „Niepokorni, Niezłomni, Wyklęci”.
W 2005 roku jako więzień nr 433, wziął udział w przedsięwzięciu wyprodukowanym przez Zachęta Narodowa Galeria Sztuki autorstwa artysty sztuk wizualnych Artura Żmijewskiego zatytułowanym „Powtórzenie” („Repetition”) polegającym na odtworzeniu Stanford Prison Experiment. Dokumentalny zapis „Powtórzenia” został zaprezentowany w Pawilonie Polskim podczas 51 Międzynarodowej Wystawie Sztuki – la Biennale di Venezia.